# Xanthopimpla connexa
Xanthopimpla connexa är en stekelart som beskrevs av Krieger 1915. Xanthopimpla connexa ingår i släktet Xanthopimpla och familjen brokparasitsteklar. Utöver nominatformen finns också underarten X. c. poonaensis.